# Masauji Hachisuka

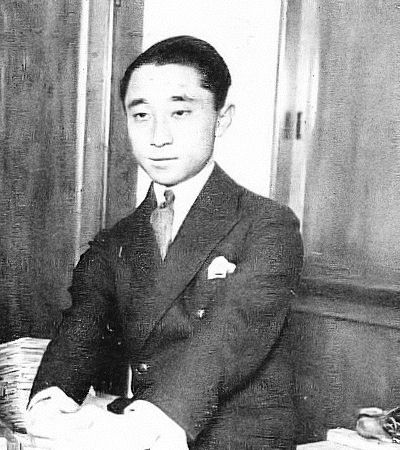

Masauji Hachisuka (Tóquio, 15 de fevereiro de 1903 – 14 de maio de 1953) foi um ornitólogo japonês.
Hachisuka estudou zoologia na Universidade de Cambridge, na Inglaterra. Ele viajou para a Islândia em 1925. Também viajou para o Congo, China e Coréia. Entre 1928 e 1929, ele estudou a vida das aves das Filipinas e escreveu em Londres uma obra sobre o tema.
Após a Segunda Guerra Mundial, se dedicou ao estudo das aves das ilhas Mascarenhas.
Ele descreveu a espécie Aethopyga primigenia.

## Obras
- A comparative hand list of the birds of Japan and the British Isles. University Press. Cambridge. 1925.
- A handbook of the birds of Iceland. Taylor & Francis. Lontoo. 1927.
- Contributions to the birds of the Philippines. Ornithological Society of Japan. Tokio. 1929.
- Le Sahara. Societé d'éditions géographiques, maritimes et coloniales. Pariisi. 1932.[1]
- The dodo and kindred birds; or the extinct birds of the Mascarene Islands. Lontoo. 1953.[2]